# 砷酸氢铅
砷酸氢铅，又称砷酸铅，化学式为PbHAsO4，是一种无机杀虫剂，主要针对马铃薯甲虫。砷酸氢铅一度是最广泛使用的砷化合物杀虫剂。砷酸铅有两种主要的配方得到推销：碱式砷酸铅（Pb5OH(AsO4)3，CASN：1327-31-7）和酸式砷酸铅（PbHAsO4）。

## 生产和结构
在以下反应中，砷酸氢铅会以沉淀物生成。这是它最常用的制备方法：
Pb(NO3)2 +  H3AsO4 → PbHAsO4 +2 HNO3
它的结构与磷酸氢铅（PbHPO4）的相同。这些盐和硫酸铅（PbSO4）一样，几乎不溶于水。

## 用途
1898年，砷酸氢铅在马萨诸塞州以杀虫剂的形式开始得到推销，针对舞毒蛾。推行它是为了取代当时常用的巴黎绿，巴黎绿比它有毒10倍，而且更易溶于水。此外，砷酸氢铅附着在植物的表面上比巴黎绿更紧密，因此它的杀虫效果也更强更持久。
砷酸氢铅曾经在澳洲、加拿大、新西兰、美国、英国、法国、北非和其他地区里得到广泛使用，主要对抗苹果蠹蛾和白椴蛾。它主要用在苹果上，但也可以用在其他果树、农作物或草皮上，用来灭蚊。在西部加州，人们在冬天一同使用砷酸氢铅和硫酸铵，在草坪上杀灭马唐种子。
1919年，人们发现即使洗净了产品，表面上依然会有砷酸氢铅残留，于是开始寻找化学品取代它。经查验，所提议的化学品效果更弱，或者对植物和动物毒性更高，直到1947年，DDT被发现。1988年，美国环保局禁止在农作物上使用砷酸氢铅。